# 黒石町 (半田市)
黒石町（くろいしちょう）は、愛知県半田市の地名。

## 地理
半田市西部に位置する。東は吉田町、西は高峰町、南は板山町、北は田代町に接する。

### 学区
- 高等学校 - 尾張学区
- 中学校 - 半田市立青山中学校[WEB 3]
- 小学校 - 半田市立板山小学校[WEB 3]

## 歴史

### 沿革
- 1957年（昭和32年） - 半田市成岩の一部により、同市黒石町が成立[2]。
- 1980年（昭和55年） - 圃場整備が実施される[2]。

## 施設
- 半田グリーンゴルフクラブ
- 市営黒石墓地

### WEB
1. ↑  “愛知県半田市の郵便番号一覧”.   日本郵便. 2023年11月25日閲覧。
2. ↑  “市外局番の一覧” (PDF).   総務省 (2022年3月1日). 2022年3月22日閲覧。
3. 1 2  “半田市立小中学校　通学区域一覧（町名あいうえお順）” (PDF) (2015年4月1日). 2024年10月13日閲覧。

### 書籍
1. 1 2  「角川日本地名大辞典」編纂委員会 1989, p. 1818.
2. 1 2  「角川日本地名大辞典」編纂委員会 1989, p. 517.